# 서커스 매직 유랑단
《서커스 매직 유랑단(Circus Magic Clowns)》은 대한민국 록 밴드 크라잉넛(Crying Nut)의 2집 정규 음반이다. 
 1999년에 발매되었으며 타이틀 곡 서커스 매직 유랑단을 포함하여 다수의 곡들이 사랑을 받았다.
 이 앨범이 발매됐을때부터 키보드 연주자 김인수가 크라잉 넛의 공식 멤버로 활동한다.

## 수록곡
| #            | 제목                               | 작사         | 작곡         | 재생 시간 |
| ------------ | ---------------------------------- | ------------ | ------------ | --------- |
| 1.           | 〈서커스 매직 유랑단〉             | 한경록       | 한경록       | 4:03      |
| 2.           | 〈신기한 노래〉                    | 이상면       | 이상면       | 2:48      |
| 3.           | 〈강변에 서다〉                    | 크라잉넛     | 크라잉넛     | 2:26      |
| 4.           | 〈베짱이〉                         | 한경록       | 한경록       | 4:22      |
| 5.           | 〈다죽자〉                         | 한경록       | 한경록       | 6:49      |
| 6.           | 〈더러운 도시〉                    | 한경록       | 한경록       | 3:15      |
| 7.           | 〈군바리230〉                      | 이상면       | 이상면       | 2:52      |
| 8.           | 〈탈출기〉 (바람의 계곡을 넘어...) | 한경록       | 한경록       | 6:21      |
| 9.           | 〈벗어〉                           | 크라잉넛     | 크라잉넛     | 1:26      |
| 10.          | 〈브로드웨이 AM 03:00〉            | 이상면       | 이상면       | 4:00      |
| 11.          | 〈S.F〉 (Science Fiction)          | 이상혁       | 이상혁       | 4:55      |
| 12.          | 〈빨대맨〉                         | 한경록       | 한경록       | 6:14      |
| 13.          | 〈게릴라성집중호우〉               | 이상혁       | 크라잉넛     | 4:09      |
| 총 재생 시간 | 총 재생 시간                       | 총 재생 시간 | 총 재생 시간 | 53:40     |

## 멤버 역할
- 박윤식 - 보컬, 기타
- 이상면 - 기타
- 한경록 - 베이스
- 이상혁 - 드럼
- 김인수 - 키보드, 아코디언